# 2011년 AFC 챔피언스리그
2011년 AFC 챔피언스리그는 아시아 국가의 최정상 팀이 참가하는 30번째 대회(아시안 클럽 챔피언십 포함)이자 현재의 AFC 챔피언스리그 구성으로는 9회째를 맞는 아시아 국가들의 클럽대항전이다. 우승 팀은 FIFA 클럽 월드컵 2011에 참가한다. J리그 축구 팀들은 2011년 도호쿠 지방 태평양 해역 지진으로 인하여 경기가 연기된 경우가 많아졌다.
결승전 장소가 새로운 방식으로 결정이 된 것이 특징이다. 지난 2년간 AFC 챔피언스리그 결승전은 중립 지역인 일본의 도쿄 국립경기장에서 열렸는데 이는 AFC 챔피언스리그가 UEFA 챔피언스리그와 유사하게 운영되기 때문에 결승전 개최지 또한 아시아 축구 연맹(AFC)에서 미리 결정하는 방식을 따랐기 때문이다. 그러나 지난 시즌까지 개최지 선정 과정을 거쳤던 AFC는 2011년부터 결승전 개최지 선정 방법에 변화를 주었고 8강전 대진 추첨 시 순번에 따라 결승전을 개최할 수 있는 기회를 주기로 하였다.
카타르의 알사드가 대한민국의 전북 현대 모터스를 누르고 우승을 차지했다.

## 출전권 배정
| 순위 | 국가           | 클럽 수 | 배정      | 배정       | 배정  |
| 순위 | 국가           | 클럽 수 | 조별 예선 | 플레이오프 | AFC컵 |
| ---- | -------------- | ------- | --------- | ---------- | ----- |
|      | 사우디아라비아 | 14      | 4         | 0          | 0     |
|      | 아랍에미리트   | 12      | 3         | 1          | 0     |
|      | 예멘           | 14      | 0         | 0          | 2     |
|      | 오만           | 12      | 0         | 0          | 2     |
|      | 요르단         | 12      | 0         | 0          | 2     |
|      | 우즈베키스탄   | 14      | 2         | 0          | 2     |
|      | 이라크         | 36      | 0         | 0          | 3     |
|      | 이란           | 18      | 4         | 0          | 0     |
|      | 인도           | 14      | 0         | 1          | 1     |
|      | 카타르         | 12      | 2         | 1          | 0     |
|      | 타지키스탄     | 10      | 0         | 0          | 0     |
|      | 파키스탄       | 16      | 0         | 0          | 0     |
|      | 팔레스타인     | 22      | 0         | 0          | 0     |

|  | 기준 충족 국가 |
|  | 기준 미달 국가 |

| 순위 | 국가           | 클럽 수 | 배정      | 배정       | 배정  |
| 순위 | 국가           | 클럽 수 | 조별 예선 | 플레이오프 | AFC컵 |
| ---- | -------------- | ------- | --------- | ---------- | ----- |
|      | 대한민국       | 15*     | 4         | 0          | 0     |
|      | 말레이시아     | 14      | 0         | 0          | 0     |
|      | 미얀마         | 12      | 0         | 0          | 0     |
|      | 베트남         | 14      | 0         | 0          | 2     |
|      | 싱가포르       | 12      | 0         | 0          | 1     |
|      | 오스트레일리아 | 9+1**   | 2         | 0          | 0     |
|      | 인도네시아     | 18      | 1         | 1          | 1     |
|      | 일본           | 18      | 4         | 0          | 0     |
|      | 중화인민공화국 | 16      | 4         | 0          | 0     |
|      | 태국           | 18      | 0         | 1          | 1     |

## 참가 팀
본래는 양 지역에서 조별 라운드 직행할 클럽 30개(동·서아시아 각 15개씩)와 예비 플레이오프를 통해 조별 라운드에 진출할 클럽 8개(동·서아시아 각 4개씩)가 참가할 예정이었다. 그러나 싱가포르 S-리그의 참가 포기와 베트남 V-리그의 참가 자격 박탈로 인해 동아시아 예비 플레이오프에 진출하는 클럽은 2팀으로 축소되었다.
| 조별 리그           | 조별 리그                          |
| 팀                  | 출전 자격                          |
| ------------------- | ---------------------------------- |
| 알힐랄              | 사우디 프리미어리그 2009-10 우승   |
| 알이티하드          | 사우디 프리미어리그 2009-10 준우승 |
| 알나스르            | 사우디 프리미어리그 2009-10 3위    |
| 알샤바브            | 사우디 프리미어리그 2009-10 4위1   |
| 알와흐다            | UAE 1부 리그 2009-10 우승          |
| 알자지라            | UAE 1부 리그 2009-10 준우승        |
| 에미리트 클럽       | UAE 프레지던트컵 2009-10 우승      |
| 세파한              | 페르시안 걸프 컵 2009-10 우승      |
| 조브 아한           | 페르시안 걸프 컵 2009-10 2위       |
| 에스테글랄          | 페르시안 걸프 컵 2009-10 3위       |
| 페르세폴리스        | 하즈피 컵 2009-10 우승             |
| 부뇨드코르          | 우즈베키스탄 리그 2010 우승        |
| 파흐타코르 타슈켄트 | 우즈베키스탄 리그 2010 준우승2     |
| 알가라파            | 카타르 스타스 리그 2009-10 우승    |
| 알라얀              | 카타르 아미르 컵 2010 우승         |
| 플레이오프          |                                    |
| 구단                | 출전 자격                          |
| 알아인              | UAE 1부 리그 2009-10 3위           |
| 알사드              | 카타르 스타스 리그 2009-10 준우승  |
| 알이티하드          | AFC컵 2010 우승                    |
| 뎀포                | I리그 2009-10 우승                 |

| 조별 리그          | 조별 리그                         |
| 팀                 | 출전 자격                         |
| ------------------ | --------------------------------- |
| 나고야 그램퍼스    | J1리그 2010 우승                  |
| 감바 오사카        | J1리그 2010 준우승                |
| 세레소 오사카      | J1리그 2010 3위                   |
| 가시마 앤틀러스    | 천황배 2010 우승                  |
| FC 서울            | K리그 2010 우승                   |
| 제주 유나이티드    | K리그 2010 준우승                 |
| 전북 현대 모터스   | K리그 2010 3위                    |
| 수원 삼성 블루윙즈 | FA컵 2010 우승                    |
| 산둥 루넝          | 중국 슈퍼리그 2010 우승           |
| 톈진 터다          | 중국 슈퍼리그 2010 준우승         |
| 상하이 선화        | 중국 슈퍼리그 2010 3위            |
| 항저우 뤼청        | 중국 슈퍼리그 2010 4위            |
| 시드니 FC          | A-리그 2009-10 우승               |
| 멜버른 빅토리      | A-리그 2009-10 준우승             |
| 아레마 말랑        | 리가 슈퍼 인도네시아 2009-10 우승 |
| 플레이오프         |                                   |
| 구단               | 출전 자격                         |
| 스리위자야         | 피알라 인도네시아 2010 우승       |
| 무앙통 유나이티드  | 타이 프리미어리그 2010 우승       |

1. 리그 준우승 팀인 알이티하드가 사우디 챔피언스컵에서 우승을 차지함으로써 4위 팀인 알샤바브가 진출하게 되었다.
2. 리그 우승 팀인 부뇨드코르가 우즈베키스탄 컵에서 우승을 차지함으로써 준우승 팀인 파흐타코르 타슈켄트가 진출권을 획득하였다.

## 사건 및 논란

### 전북 현대 모터스 서포터들의 일본 대지진 축하 현수막 사건
2011년 9월 27일 대한민국의 전주 월드컵 경기장에서 열린 전북 현대 모터스(대한민국)와 세레소 오사카(일본)의 8강 2차전 때 몇몇 전북 현대 서포터들이 "일본의 대지진을 축하합니다(日本の大地震をお祝います)"라는 일본어 문구가 적힌 현수막을 경기장에 내걸었다. 이 현수막에는 전북 현대의 상대 팀인 세레소 오사카를 동일본 대지진에 빗대서 야유하는 뜻이 담겨 있었기 때문에 세레소 오사카 측이 강력히 항의했고 문제의 현수막은 전반전 진행 도중에 철거되었다. 이어 세레소 오사카 측은 아시아 축구 연맹에 공식 항의 서한을 제출했다.
이 사건은 일본 뿐만 아니라 대한민국의 인터넷 공간에서도 큰 비난을 받았고 9월 28일 전북 현대 측은 구단 홈페이지에 올린 공식 사과문에서 "일부 팬들의 불미스러운 행동으로 물의를 일으킨 점에 사과한다."며 "기쁨을 만끽해야 할 지금 저희 구단은 더욱 큰 어려움과 아픔을 겪고 있다. 이번 일로 실의에 빠진 일본 국민과 축구 팬들에게 심심한 사과의 말씀을 전한다."고 밝혔다. 한편 문제의 현수막을 내건 서포터는 9월 29일 디시인사이드에 자필로 쓴 대국민 사과문을 게재했고 구단으로부터 10년간 홈구장(전주 월드컵 경기장) 출입을 금지하는 징계 처분을 받았다.

### 수원 삼성 블루윙즈와 알사드 선수들의 난투극과 징계 문제
2011년 10월 19일 대한민국의 수원 월드컵 경기장에서 열린 수원 삼성 블루윙즈(대한민국)와 알사드(카타르)의 4강 1차전 당시 알사드가 1 – 0으로 앞서고 있던 후반 36분 수원 삼성의 최성환 선수가 부상으로 인해 그라운드에 쓰러지자 염기훈 선수가 경기를 잠시 중단시키기 위해 공을 밖으로 차냈다. 그런데 알사드 선수들은 수원 삼성 선수들에게 다시 공을 건네주지 않았고 경기가 지연된 것을 틈타 공을 가로채서 드로인 공격을 했다. 더욱이 알사드는 마마두 니앙 선수가 수원 삼성의 정성룡 골키퍼마저 제치고 추가골을 넣으면서 2 – 0으로 앞서 나갔다. 마마두 니앙 선수가 비신사적인 행위로 추가골을 기록한 것에 격분한 수원 삼성 선수들은 심판진에게 강력히 항의했고 이 때 알사드의 모하메드 사크르 골키퍼가 경기장에 난입한 수원 삼성 서포터에게 주먹을 휘두르면서 양 팀 선수간의 난투극으로 이어졌다. 이 과정에서 수원 삼성의 스테보 선수와 알사드의 압둘 카데르 케이타 선수, 마마두 니앙 선수가 퇴장당했고 상대 팀인 알사드 벤치로 달려가서 항의했던 고종수 수원 삼성 코치도 퇴장당했다. 한편 알사드의 이정수 선수는 자신과 같은 소속 팀에서 뛰고 있는 마마두 니앙 선수가 비신사적인 행위로 추가골을 기록한 직후에 동료 선수들을 설득해서 수원 삼성에게 한 골을 내주자고 요구했지만 수원 삼성과 알사드 양 팀간의 난투극이 벌어지게 되자 후반 45분 자진 퇴장했다.
한편 아시아 축구 연맹은 10월 22일 공식 홈페이지에서 수원 삼성과 알사드의 4강 1차전에서 퇴장당한 양 팀 선수와 코칭 스태프에 대한 징계 처분을 발표했다. 이에 따라 수원 삼성의 스테보 선수와 고종수 코치, 알사드의 압둘 카데르 케이타 선수와 마마두 니앙 선수, 알리 수하일 사베르 골키퍼 코치는 4강 2차전에 출전할 수 없게 되었다. 11월 1일 아시아 축구 연맹은 추가 징계로 수원 삼성의 스테보 선수와 고종수 코치, 알사드의 알리 수하일 사베르 골키퍼 코치에게 6경기(AFC 주관 대회와 국내 리그 경기 포함) 출장 정지 처분을 내렸지만 알사드의 마마두 니앙 선수와 압둘 카데르 선수에게는 추가 징계를 내리지 않아 전북 현대 모터스(대한민국)와의 결승전에 출전할 수 있게 되었다. 이 때문에 대한민국의 많은 축구팬과 K리그 구단 사이에서 아시아 축구 연맹의 이해할 수 없는 징계 처분이라는 비난이 쏟아졌다.

## 예선 플레이오프
예선 플레이오프 대진은 2010년 12월 7일 말레이시아의 콸라룸푸르에서 결정되었다. 균형을 맞추기 위해 서아시아의 알아인이 동아시아 쪽에서 플레이오프를 치른다. 서아시아 플레이오프에서는 인도의 뎀포가, 동아시아 플레이오프에서는 아랍에미리트의 알아인이 부전승으로 결승에 진출했다.
|  | 서아시아 준결승 | 서아시아 준결승 | 서아시아 준결승 |  |  | 서아시아 결승전 | 서아시아 결승전 | 서아시아 결승전 |  |
|  |                 |                 |                 |  |  |                 |                 |                 |  |
|  | 알사드          | 알사드          | 5               |  |  |                 |                 |                 |  |
|  | 알이티하드      | 알이티하드      | 1               |  |  | 뎀포            | 뎀포            | 0               |  |
|  |                 |                 |                 |  |  | 알사드          | 알사드          | 2               |  |

|  | 동아시아 준결승   | 동아시아 준결승   | 동아시아 준결승 |  |  | 동아시아 결승전 | 동아시아 결승전 | 동아시아 결승전 |  |
|  |                   |                   |                 |  |  |                 |                 |                 |  |
|  | 스리위자야        | 스리위자야        | 2(7)            |  |  |                 |                 |                 |  |
|  | 무앙통 유나이티드 | 무앙통 유나이티드 | 2(6)            |  |  | 알아인          | 알아인          | 4               |  |
|  |                   |                   |                 |  |  | 스리위자야      | 스리위자야      | 0               |  |

### 서아시아
| 팀 1              | 결과              | 팀 2              |                   |                   |
| 서아시아 준결승전 | 서아시아 준결승전 | 서아시아 준결승전 | 서아시아 준결승전 | 서아시아 준결승전 |
| ----------------- | ----------------- | ----------------- | ----------------- | ----------------- |
| 알사드            | 5 - 1             | 알이티하드        |                   |                   |
| 서아시아 결승전   |                   |                   |                   |                   |
| 알사드            | 2 - 0             | 뎀포              |                   |                   |

### 동아시아
| 팀 1              | 결과                  | 팀 2              |                   |                   |
| 동아시아 준결승전 | 동아시아 준결승전     | 동아시아 준결승전 | 동아시아 준결승전 | 동아시아 준결승전 |
| ----------------- | --------------------- | ----------------- | ----------------- | ----------------- |
| 스리위자야        | 2 - 2 (연) (PK 7 - 6) | 무앙통 유나이티드 |                   |                   |
| 동아시아 결승전   |                       |                   |                   |                   |
| 스리위자야        | 0 - 4                 | 알아인            |                   |                   |

## 그룹 스테이지
조별 리그 대진은 2010년 12월 7일, 말레이시아의 콸라룸푸르에서 결정되었다.
각 클럽은 홈과 원정으로 같은 조의 세 클럽들과 두번씩, 총 여섯번의 경기를 한다. 승리시 승점 3점, 무승부시 승점 1점을 얻는다. 만약 승점이 같은 팀이 있을 경우 아래와 같은 방법으로 동점자를 가린다.
1. 승점이 같은 팀 가운데 상대전적이 앞서는 팀
2. 승점이 같은 팀 가운데 골득실이 더 큰 팀 (원정 다득점은 적용되지 않음)
3. 승점이 같은 팀 가운데 다득점을 한 팀
4. 조별 리그에서의 골득실차
5. 조별 리그에서의 다득점
6. 승점이 같은 팀끼리의 승부차기
7. 경고 및 퇴장의 수가 적은 팀
8. 추첨

각 조의 1위 팀과 2위 팀만이 다음 라운드로 진출한다.

### A조
| 팀       | 경기 | 승 | 무 | 패 | 득 | 실 | 차  | 승점 |
| -------- | ---- | -- | -- | -- | -- | -- | --- | ---- |
| 세파한   | 6    | 4  | 1  | 1  | 14 | 5  | +9  | 13   |
| 알힐랄   | 6    | 4  | 1  | 1  | 11 | 6  | +5  | 13   |
| 알가라파 | 6    | 2  | 1  | 3  | 6  | 7  | -1  | 7    |
| 알자지라 | 6    | 0  | 1  | 5  | 7  | 20 | -13 | 1    |

|          | 이란  | 카타르 | 아랍에미리트 | 사우디아라비아 |
| -------- | ----- | ------ | ------------ | -------------- |
| 세파한   | -     | 2 - 0  | 5 - 1        | 1 - 1          |
| 알가라파 | 1 - 0 | -      | 3 - 1        | 0 - 1          |
| 알자지라 | 1 - 4 | 0 - 0  | -            | 2 - 3          |
| 알힐랄   | 1 - 2 | 2 - 0  | 3 - 1        | -              |

### B조
| 팀                  | 경기 | 승 | 무 | 패 | 득 | 실 | 차 | 승점 |
| ------------------- | ---- | -- | -- | -- | -- | -- | -- | ---- |
| 알사드              | 6    | 2  | 4  | 0  | 8  | 6  | +2 | 10   |
| 알나스르            | 6    | 2  | 2  | 2  | 10 | 7  | +3 | 8    |
| 에스테글랄          | 6    | 2  | 2  | 2  | 11 | 10 | +1 | 8    |
| 파흐타코르 타슈켄트 | 6    | 1  | 2  | 3  | 8  | 14 | -6 | 5    |

|                     | 사우디아라비아 | 카타르 | 이란  | 우즈베키스탄 |
| ------------------- | -------------- | ------ | ----- | ------------ |
| 알나스르            | -              | 1 - 1  | 2 - 1 | 4 - 0        |
| 알사드              | 1 - 0          | -      | 2 - 2 | 2 - 1        |
| 에스테글랄          | 2 - 1          | 1 - 1  | -     | 4 - 2        |
| 파흐타코르 타슈켄트 | 2 - 2          | 1 - 1  | 2 - 1 | -            |

### C조
| 팀           | 경기 | 승 | 무 | 패 | 득 | 실 | 차 | 승점 |
| ------------ | ---- | -- | -- | -- | -- | -- | -- | ---- |
| 알이티하드   | 6    | 3  | 2  | 1  | 10 | 5  | +5 | 11   |
| 부뇨드코르   | 6    | 3  | 1  | 2  | 8  | 6  | +2 | 9    |
| 알와흐다     | 6    | 1  | 3  | 2  | 6  | 8  | -2 | 6    |
| 페르세폴리스 | 6    | 1  | 2  | 3  | 6  | 11 | -5 | 5    |

|              | 우즈베키스탄 | 아랍에미리트 | 사우디아라비아 | 이란  |
| ------------ | ------------ | ------------ | -------------- | ----- |
| 부뇨드코르   | -            | 3 - 2        | 0 - 1          | 0 - 0 |
| 알와흐다     | 1 - 1        | -            | 0 - 3          | 2 - 0 |
| 알이티하드   | 1 - 1        | 0 - 0        | -              | 3 - 1 |
| 페르세폴리스 | 1 - 3        | 1 - 1        | 3 - 2          | -     |

### D조
| 팀        | 경기 | 승 | 무 | 패 | 득 | 실 | 차 | 승점 |
| --------- | ---- | -- | -- | -- | -- | -- | -- | ---- |
| 조브 아한 | 6    | 4  | 1  | 1  | 7  | 3  | +4 | 13   |
| 알샤바브  | 6    | 3  | 2  | 1  | 8  | 4  | +4 | 11   |
| 에미리트  | 6    | 2  | 0  | 4  | 6  | 10 | -4 | 6    |
| 알라얀    | 6    | 1  | 1  | 4  | 4  | 8  | -4 | 4    |

|           | 카타르 | 사우디아라비아 | 아랍에미리트 | 이란  |
| --------- | ------ | -------------- | ------------ | ----- |
| 알라얀    | -      | 1 - 1          | 2 - 0        | 1 - 3 |
| 알샤바브  | 1 - 0  | -              | 4 - 1        | 0 - 0 |
| 에미리트  | 2 - 0  | 2 - 1          | -            | 0 - 1 |
| 조브 아한 | 1 - 0  | 0 - 1          | 2 - 1        | -     |

### E조
| 팀              | 경기 | 승 | 무 | 패 | 득 | 실 | 차 | 승점 |
| --------------- | ---- | -- | -- | -- | -- | -- | -- | ---- |
| 감바 오사카     | 6    | 3  | 1  | 2  | 13 | 7  | +6 | 10   |
| 톈진 테다       | 6    | 3  | 1  | 2  | 8  | 6  | +2 | 10   |
| 제주 유나이티드 | 6    | 2  | 1  | 3  | 6  | 10 | -4 | 7    |
| 멜버른 빅토리   | 6    | 1  | 3  | 2  | 7  | 11 | -4 | 6    |

|                 | 대한민국 | 일본  | 오스트레일리아 | 중국  |
| --------------- | -------- | ----- | -------------- | ----- |
| 제주 유나이티드 | -        | 2 - 1 | 1 - 1          | 0 - 1 |
| 감바 오사카     | 3 - 1    | -     | 5 - 1          | 2 - 0 |
| 멜버른 빅토리   | 1 - 2    | 1 - 1 | -              | 2 - 1 |
| 톈진 터다       | 3 - 0    | 2 - 1 | 1 - 1          | -     |

### F조
| 팀              | 경기 | 승 | 무 | 패 | 득 | 실 | 차 | 승점 |
| --------------- | ---- | -- | -- | -- | -- | -- | -- | ---- |
| FC 서울         | 6    | 3  | 2  | 1  | 9  | 4  | +5 | 11   |
| 나고야 그램퍼스 | 6    | 3  | 1  | 2  | 9  | 6  | +3 | 10   |
| 알아인          | 6    | 2  | 1  | 3  | 4  | 9  | -5 | 7    |
| 항저우 그린타운 | 6    | 1  | 2  | 3  | 3  | 6  | -3 | 5    |

|                 | 일본  | 대한민국 | 중국  | 아랍에미리트 |
| --------------- | ----- | -------- | ----- | ------------ |
| 나고야 그램퍼스 | -     | 1 - 1    | 1 - 0 | 4 - 0        |
| FC 서울         | 0 - 2 | -        | 3 - 0 | 3 - 0        |
| 항저우 뤼청     | 2 - 0 | 1 - 1    | -     | 0 - 0        |
| 알아인          | 3 - 1 | 0 - 1    | 1 - 0 | -            |

### G조
| 팀               | 경기 | 승 | 무 | 패 | 득 | 실 | 차  | 승점 |
| ---------------- | ---- | -- | -- | -- | -- | -- | --- | ---- |
| 전북 현대 모터스 | 6    | 5  | 0  | 1  | 14 | 2  | +12 | 15   |
| 세레소 오사카    | 6    | 4  | 0  | 2  | 11 | 4  | +7  | 12   |
| 산둥 루넝        | 6    | 2  | 1  | 3  | 9  | 8  | +1  | 7    |
| 아레마 말랑      | 6    | 0  | 1  | 5  | 2  | 22 | -20 | 1    |

|                  | 대한민국 | 일본  | 중국  | 인도네시아 |
| ---------------- | -------- | ----- | ----- | ---------- |
| 전북 현대 모터스 | -        | 1 - 0 | 1 - 0 | 6 - 0      |
| 세레소 오사카    | 1 - 0    | -     | 4 - 0 | 2 - 1      |
| 산동 루넝        | 1 - 2    | 2 - 0 | -     | 5 - 0      |
| 아레마 말랑      | 0 - 4    | 0 - 4 | 1 - 1 | -          |

### H조
| 팀                 | 경기 | 승 | 무 | 패 | 득 | 실 | 차  | 승점 |
| ------------------ | ---- | -- | -- | -- | -- | -- | --- | ---- |
| 수원 삼성 블루윙즈 | 6    | 3  | 3  | 0  | 12 | 3  | +9  | 12   |
| 가시마 앤틀러스    | 6    | 3  | 3  | 0  | 9  | 3  | +6  | 12   |
| 시드니 FC          | 6    | 1  | 2  | 3  | 6  | 11 | -5  | 5    |
| 상하이 선화        | 6    | 0  | 2  | 4  | 3  | 13 | -10 | 2    |

|                    | 대한민국 | 일본  | 오스트레일리아 | 중국  |
| ------------------ | -------- | ----- | -------------- | ----- |
| 수원 삼성 블루윙즈 | -        | 1 - 1 | 3 - 1          | 4 - 0 |
| 가시마 앤틀러스    | 1 - 1    | -     | 2 - 1          | 2 - 0 |
| 시드니 FC          | 0 - 0    | 0 - 3 | -              | 1 - 1 |
| 상하이 선화        | 0 - 3    | 0 - 0 | 2 - 3          | -     |

## 토너먼트전

### 16강전
16강전은 조별 리그에서 조 1위로 진출한 팀과 조 2위로 진출한 팀이 1위 팀의 홈에서 단판 승부로 열린다.
| 팀 1               | 결과     | 팀 2            |
| 서아시아           | 서아시아 | 서아시아        |
| ------------------ | -------- | --------------- |
| 세파한             | 3 – 1    | 부뇨드코르      |
| 알이티하드         | 3 – 1    | 알힐랄          |
| 알사드             | 1 – 0    | 알샤바브        |
| 조브 아한          | 4 – 1    | 알나스르        |
| 동아시아           |          |                 |
| 감바 오사카        | 0 – 1    | 세레소 오사카   |
| 전북 현대 모터스   | 3 – 0    | 톈진 터다       |
| FC 서울            | 3 – 0    | 가시마 앤틀러스 |
| 수원 삼성 블루윙즈 | 2 – 0    | 나고야 그램퍼스 |

### 8강전
| 팀 1               | 합계  | 팀 2             | 1차전  | 2차전    |
| ------------------ | ----- | ---------------- | ------ | -------- |
| 세레소 오사카      | 5 - 9 | 전북 현대 모터스 | 4 - 3  | 1 - 6    |
| 알이티하드         | 3 - 2 | FC 서울          | 3 - 1  | 0 - 1    |
| 세파한             | 2 - 4 | 알사드           | 0 - 31 | 2 - 1    |
| 수원 삼성 블루윙즈 | 3 - 2 | 조브 아한        | 1 - 1  | 2 - 1(a) |

1. 세파한은 알사드와의 8강 1차전에서 1 - 0 승리를 기록했지만 부정 선수 출전이 발각돼 0 - 3 몰수패를 당했다.

### 4강전
| 팀 1               | 합계  | 팀 2             | 1차전 | 2차전 |
| ------------------ | ----- | ---------------- | ----- | ----- |
| 수원 삼성 블루윙즈 | 1 - 2 | 알사드           | 0 - 2 | 1 - 0 |
| 알이티하드         | 3 - 5 | 전북 현대 모터스 | 2 - 3 | 1 - 2 |

### 결승전
| 전북 현대 모터스                  | 2 - 2 (연장전) | 알사드                                       |
| --------------------------------- | -------------- | -------------------------------------------- |
| 에닝요 17′ · 이승현 90+2′         | 리포트         | 심우연 30′ (자책골) · 케이타 61′             |
| 승부차기                          |                |                                              |
| 에닝요 · 김동찬 · 박원재 · 김상식 | 2 - 4          | 니앙 · 알하이도스 · 이정수 · 마지드 · 벨하지 |

## 우승
| 2011년 AFC 챔피언스리그 우승 |
| ---------------------------- |
| 카타르                       |
| 알사드 2번째 우승            |

## 득점랭킹
- 최종 업데이트 2011년 11월 5일

| 순위 | 이름            | 소속팀             | 조별리그 | 16강 | 8강1 | 8강2 | 4강1 | 4강2 | 결승 | 총득점 |
| ---- | --------------- | ------------------ | -------- | ---- | ---- | ---- | ---- | ---- | ---- | ------ |
| 1    | 이동국          | 전북 현대 모터스   | 3        |      | 2    | 4    |      |      |      | 9      |
| 2    | 에닝요          | 전북 현대 모터스   |          | 2    |      | 1    | 1    | 2    | 1    | 7      |
| 3    | 하태균          | 수원 삼성 블루윙즈 | 6        |      |      |      |      |      |      | 6      |
| 4    | 파하드 마지디   | 에스테글랄         | 5        |      |      |      |      |      |      | 5      |
| 4    | 바데르 알무타와 | 알나스르           | 4        | 1    |      |      |      |      |      | 5      |
| 4    | 데얀 다먀노비치 | FC 서울            | 4        | 1    |      |      |      |      |      | 5      |
| 4    | 이브라히마 투레 | 세파한             | 4        | 1    |      |      |      |      |      | 5      |

## 같이 보기
- 2011년 AFC컵
- 2011년 AFC 프레지던트컵